# Fatma Aliye Topuz
Fatma Aliye Topuz, född 1862, död 1936, var en osmansk-turkisk författare och feminist. Hon har kallats för den första kvinnliga romanförfattare i den muslimska världen. 
Hon grundade 1897 den första kvinnoföreningen i Osmanska riket, Cerniyet-i imdadiye ('Välgörenetssällskapet'), med syftet att ta hand om änkor och faderlösa efter män som dött i strid. Hon bidrog från 1889 som en ledande röst i den kvinnopress som uppkom i Osmanska riket i slutet av 1800-talet och som bredde vägen för den kvinnorörelse som organiserade sig efter sekelskiftet. Hon vände sig bland annat mot arrangerade äktenskap, som hon själv fallit offer för. 